# Expedia
Expedia estilizado comercialmente y simplemente como EXPEDIA es una agencia de viajes en Internet y tiene sus oficinas centrales en Estados Unidos con delegaciones en 31 países. Reserva billetes de avión, hotel, alquiler de vehículos, cruceros, paquetes vacacionales y varios parques de atracciones a través de la web y teléfono. El sitio web usa múltiples sistemas de distribución global para hacer las reservas como el sistema Sabre para la reserva de vuelos y hoteles, Worldspan, y Pegasus además de su propio sistema de reserva de hoteles pertenecientes a su red de acuerdos. Su presidente actual es Peter Kern.

## Historia
Nacida en el seno del gigante Microsoft, en 2001 fue vendida a USA Networks, la compañía de medios dirigida por el magnate de Hollywood Barry Diller. En esa operación, valorada en unos 1.830 millones de dólares, USA Networks compró el 75% de las acciones de Expedia.com y el 90% de los votos de la compañía.
En 2006, Expedia.com recibió el premio Webby Award en la categoría de "Mejor Web de Viajes" y un Stevie Award por la American Business Association a la "Compañía más innovadora".

## Cronología
- 2010  Expedia y Yahoo! se alían para mejorar el buscador de viajes del portal.[7]
- 2011  A finales de año TripAdvisor se escindió del grupo Expedia para reorientar su negocio.[8]
- 2015  En enero el grupo Expedia compra a Sabre el portal de viajes Travelocity por 280 millones de dólares en efectivo.[9] En febrero, Expedia compra Orbitz por 1.300 millones de dólares.[10][11]
- 2018 Expedia se convierte en patrocinador de la UEFA Champions League.[12]

## Presencia en España
Expedia cuenta con diversas oficinas a nivel comercial y operativo en España, siendo la principal de ellas la de Madrid: Madrid, Barcelona, Mallorca, Málaga, Tenerife.

## Marcas
- Expedia
- Hotels.com
- Trivago
- Venere.com
- Orbitz
- Travelocity
- CheapTickets
- HomeAway
- Top Rural
- Hotwire
- Vrbo